# Cinema Cartoon Network
O Cinema Cartoon Network é uma rubrica de longas-metragens criada em Portugal pela própria Cartoon Network em 2014.

## O espaço
O Cartoon Network Portugal surgiu em dezembro de 2013, mas foi só no dia 1 de maio de 2014 que o canal decidiu criar um espaço que apresentasse os maiores êxitos do "Cinema de Animação" dos Estados Unidos. As longas metragens mais exibidas na rúbricam foram o "Scooby-Doo", "Looney Tunes" e "Tom & Jerry". A transmissão ocorria sempre aos domingos por volta das 15:30 e terminava uma hora e meia depois. Os filmes da Looney Tunes mais apresentados foram "Tweety's High Flying Adventure" (disponível em VHS desde o início dos anos 2000), o "The Bugs Bunny/Road Runner Movie". De Tom & Jerry foram "Tom & Jerry: Disparados até marte" e "Tom & Jerry: Velocidade Peluda" e de "Scooby-Doo" foi "Scooby-Doo e o monstro de Lagoness". E um ano depois, começou também a apresentar filmes de Doraemon. Alguns já tinha sido exibidos no Canal Panda nos anos 2000, mas outros marcaram a estreia na televisão portuguesa nessa mesma rubrica. 

## OCinema Cartoon Networke oTom and Jerry
Uma das particularidades que o canal tinha na altura era a exibição de cinco curtas-metragens "cartoon" clássico da MGM de Tom and Jerry antes da exibição das longas-metragens ao domingo. A transmissão das curtas-metragens iniciou no dia 1 de maio de 2014, fazendo sucesso, muito devido também à nova "atração portuguesa" do canal. E posteriormente ganhou horário ao fim de semana às 15:00, com transmissão de cinco filmes animados por dia. As sagas exibidas foram as da Hanna-Barbera e do Chuck Jones. Os mais inéditos da dupla Hanna-Barbera em Portugal transmitidos foram "The Little Orphan" (vencedor do óscar da academia em 1949), "The Flying Cat", "The Invisible Mouse" "Dr. Jekyll and Mr. Mouse", entre outros. Elas continuaram na programação até Outubro de 2014, altura em que o Cartoon Network começou a mudar a programação para o Boomerang, que seria lançado a Angola e Moçambique em abril de 2015, e em 2018 em Portugal. Nessa mesma altura, o canal também comprou os filmes e a série de Doraemon à Luk Internacional S.A.., que seriam transmitidos no Cartoon Network a partir de Fevereiro do ano seguinte.  
Curiosidade: Nessa altura, em maio de 2014, o Canal Panda ainda emitia o clássico do Doraemon à mesma hora (15h) e dias. 

## Irregularidade
A rubrica de filmes começou a ficar irregular no final de 2015. Ainda foram exibidas alguns live-actions como o Casper (o único exibido em inglês com legendas em português), o Space Jam ou o Looney Tunes: De novo em ação e o Scooby-Doo, desta vez à sexta-feira às 20:30. Ficou rara pouco tempo depois, sendo atualmente apresentada apenas em feriados especiais ou em ocasiões do canal. Em 5 de junho de 2020, o Cinema Cartoon Network voltou para transmitir às 11h o filme "Tweety: Aventura à volta do mundo". Na semana seguinte, volta também para transmitir um filme da Lego, às 15h30.